# Outline
Outline è l'album di debutto di Gino Soccio pubblicato nel 1979 dalla Warner Bros. Records.

## Tracce
Testi e musiche di Gino Soccio.
1. Dancer – 8:35
2. So Lonely – 2:00
3. The Visitors – 6:37
4. Dance to Dance – 7:13
5. There's A Woman – 8:30

Durata totale: 32:55